# چلنج (شبکه تلویزیونی)
 چلنج  (به انگلیسی: Challenge) یک شبکه تلویزیونی دیجیتالی متعلق به گروه اسکای بریتانیا است. فعالیت این شبکه در بریتانیا و ایرلند است.
این شبکه در سال ۱۹۹۳ میلادی تأسیس شده و اغلب برنامه‌های آن پخش تکرار برنامه‌های شبکه‌های ماهواره‌ای مانند بی‌بی‌سی ۱، بی‌بی‌سی ۲، آی‌تی‌وی، کانال ۴، کانال ۵، ان‌بی‌سی (آمریکا)، ناین نتوورک (استرالیا)، ام-نت (آفریقای جنوبی) و به همراه تولیدات داخلی خود است. 